# Ateliers d’Automobiles et d’Aviation
Ateliers d'Automobiles et d'Aviation (Automobilové a letecké dílny; ve zkr. AAA) byl výrobcem elektrických automobilů a užitkových vozidel v Paříži v letech 1919 a 1920.

## Historie
Výroba automobilů a lehkých nákladních automobilů začala v pařížských dílnách na rue de Berri v roce 1919. Název Ateliers d'Automobiles et d'Aviation byl obecně zkrácen do „AAA“.
Po skončení první světové války, které se uskutečnilo jen o několik měsíců dříve, došlo v té době k malému kontaktu mezi výrobci automobilů ve Francii a v Německu. Mezi společnostmi Ateliers d'Automobiles et d'Aviation (AAA) a berlínskou společností AG für Akkumulatoren- und Automobilbau, která v letech 1919 až 1922 vyráběla automobily pod názvem „AAA“, neexistuje spojení.

## Auta
Auta byla poháněna elektrickými motory. AAA byly velké čtyřdveřové limuzíny. Automobily představovaly uzavřené karosérie s jednoduchým čtvercovým tvarem, který je charakteristický pro vozy z 20. let 20. století. Na pařížském autosalonu v roce 1919 nabídl výrobce dvě různé délky podvozků, 3100 mm a 3500 mm, přičemž dva modely byly označeny jako AAA 6A Serie a AAA 10A Luxe. Cena za 55 000 franků u většího vozu i ve formě holého podvozku byla považována za velmi vysokou. Cena však zahrnovala desetiletou mechanickou záruku, která byla v té době výjimečná. Vůz dosahoval nejvyšší rychlosti 45 km/h. Úložiště energie zahrnovalo akumulátorové baterie s kapacitou 42 článků.